# Jordan Larsson
Carl Henrik Jordan Larsson (Roterdão, 20 de junho de 1997) é um futebolista sueco que atua como atacante. Atualmente, joga pelo København.

## Carreira
Formado nas categorias de base do Barcelona entre 2004 e 2006 enquanto seu pai, o também atacante Henrik Larsson, defendia o time principal dos Blaugranas, Jordan iniciou a carreira em 2012, no Högaborgs, que até então jogava a quarta divisão nacional. Em junho de 2013, na partida contra o Tenhults, devido a uma crise de lesões que fez Henrik (aposentado desde 2009 e trabalhando como auxiliar no Hogaborgs) fosse inscrito apenas para este jogo, entrando aos 40 minutos da segunda etapa e atuando pela primeira vez ao lado de seu filho (então com 15 anos), quando o Hogaborgs já vencia por 4 a 1. Chegou a ser sondado pelo Manchester United, mas Jordan optou em seguir no futebol sueco, agora para defender o tradicional Helsingborg, fazendo sua estreia em julho de 2014.
Depois de 73 jogos e 18 gols (contabilizando participações no Campeonato Sueco e na Copa Nacional), o atacante teve sua primeira experiência fora da Suécia, assinando com o NEC Nijmegen em janeiro de 2017. A passagem pela equipe durou apenas 24 partidas (8 pela Eredivisie e 14 pela Eerste Divisie, a segunda divisão nacional), fazendo 4 gols. Em 2018, voltou ao futebol sueco para defender o IFK Norrköping.
Em agosto de 2019, Jordan Larsson foi contratado por 4 milhões de euros pelo Spartak Moscou, e suas atuações fizeram com que o Barcelona sondasse o atacante para 2021. Porém o clube russo quer 100 milhões de euros para negociá-lo.

## Seleção Sueca
Após defender as seleções de base da Suécia, o atacante estreou pela equipe principal em janeiro de 2018, num amistoso contra a Estônia, que terminou empatado em 1 a 1.

## Vida pessoal
Nascido em Roterdão, quando seu pai atuava no Feyenoord, seu prenome é uma homenagem ao lendário jogador de basquete Michael Jordan, e assim como Henrik Larsson, é descendente de cabo-verdianos por parte de seu avô paterno.

## Títulos e campanhas de destaque
Hogaborgs
- Division 2 Södra: terceiro lugar (2012)

NEC Nijmegen
- Eerste Divisie: terceiro lugar (2017–18)[nota 1]